# Arrondissement Morlaix
Das Arrondissement Morlaix ist ein Verwaltungsbezirk im französischen Département Finistère der Region Bretagne. Die Unterpräfektur, der Verwaltungssitz des Arrondissements, befindet sich in der Stadt Morlaix.

## Verwaltung
Das Arrondissement umfasst 59 Gemeinden, in denen 2022 insgesamt 130.880 Einwohner lebten.

### Kantone
Das Arrondissement untergliedert sich in 4 Kantone:
- Landivisiau
- Morlaix
- Plouigneau
- Saint-Pol-de-Léon

### Kommunen
Die Kommunen (INSEE-Code in Klammern) des Arrondissements Morlaix sind:
| 1. Bodilis (29010)                    | 2. Botsorhel (29014)                    | 3. Carantec (29023)            | 4. Cléder (29030)               |
| 5. Le Cloître-Saint-Thégonnec (29034) | 6. Commana (29038)                      | 7. Garlan (29059)              | 8. Guerlesquin (29067)          |
| 9. Guiclan (29068)                    | 10. Guimaëc (29073)                     | 11. Guimiliau (29074)          | 12. Henvic (29079)              |
| 13. Île-de-Batz (29082)               | 14. Lampaul-Guimiliau (29097)           | 15. Landivisiau (29105)        | 16. Lanhouarneau (29111)        |
| 17. Lanmeur (29113)                   | 18. Lannéanou (29114)                   | 19. Loc-Eguiner (29128)        | 20. Locmélar (29131)            |
| 21. Locquénolé (29132)                | 22. Locquirec (29133)                   | 23. Mespaul (29148)            | 24. Morlaix (29151)             |
| 25. Pleyber-Christ (29163)            | 26. Plouégat-Guérand (29182)            | 27. Plouégat-Moysan (29183)    | 28. Plouénan (29184)            |
| 29. Plouescat (29185)                 | 30. Plouezoc’h (29186)                  | 31. Plougar (29187)            | 32. Plougasnou (29188)          |
| 33. Plougonven (29191)                | 34. Plougoulm (29192)                   | 35. Plougourvest (29193)       | 36. Plouigneau (29199)          |
| 37. Plounéour-Ménez (29202)           | 38. Plounéventer (29204)                | 39. Plounévez-Lochrist (29206) | 40. Plourin-lès-Morlaix (29207) |
| 41. Plouvorn (29210)                  | 42. Plouzévédé (29213)                  | 43. Roscoff (29239)            | 44. Saint-Derrien (29244)       |
| 45. Saint-Jean-du-Doigt (29251)       | 46. Saint-Martin-des-Champs (29254)     | 47. Saint-Pol-de-Léon (29259)  | 48. Saint-Sauveur (29262)       |
| 49. Saint-Servais (29264)             | 50. Saint-Thégonnec Loc-Eguiner (29266) | 51. Saint-Vougay (29271)       | 52. Sainte-Sève (29265)         |
| 53. Santec (29273)                    | 54. Sibiril (29276)                     | 55. Sizun (29277)              | 56. Taulé (29279)               |
| 57. Tréflaouénan (29285)              | 58. Tréflez (29287)                     | 59. Trézilidé (29301)          |                                 |

## Neuordnung der Arrondissements 2017

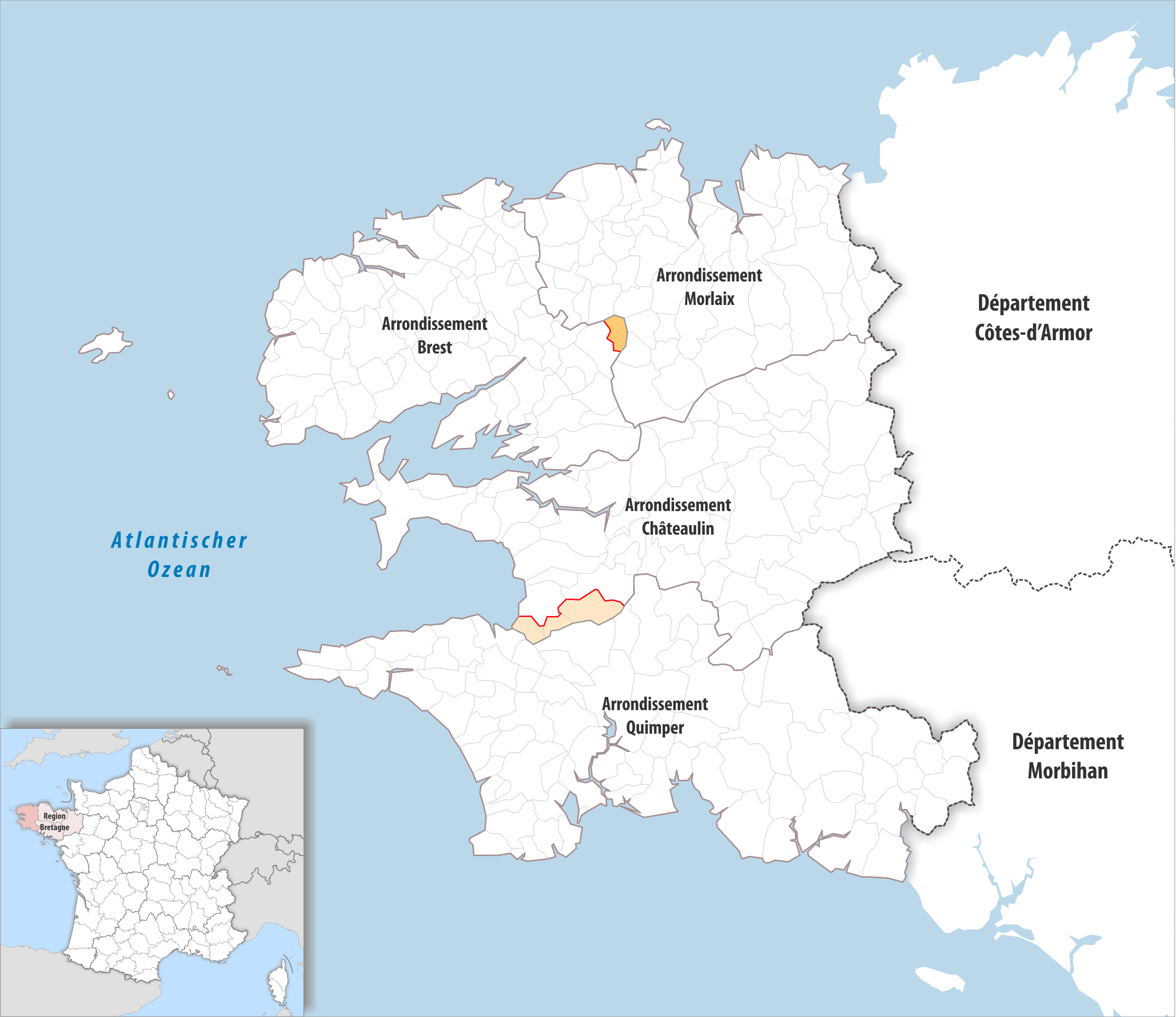
Arrondissementsanpassungen im Jahr 2017

Durch die Neuordnung der Arrondissements im Jahr 2017 wurde die Gemeinde Loc-Eguiner aus dem Arrondissement Brest dem Arrondissement Morlaix zugewiesen.

## Ehemalige Gemeinden seit der landesweiten Neuordnung der Arrondissements
bis 2018: Plouigneau, Le Ponthou
bis 2016: Loc-Eguiner-Saint-Thégonnec, Saint-Thégonnec